# Antechinus flavipes
Antechinus flavipes é uma espécie de marsupial da família Dasyuridae. Endêmica da Austrália.
- Nome Científico: Antechinus flavipes (Waterhouse, 1837)
- Sinônimo do nome científico da espécie: Antechinus bellus flavipes;

## Características
O Antechinus flavipes tem uma cor de pelagem variável, mas geralmente é um pouco acinzentado. Outras características notáveis incluem um anel branco em torno dos olhos e uma ponta preta na cauda. Difere de seus parentes em hábitos diurnos; Mede cerca de 9–16 cm de comprimento e a cauda 6–14 cm, pesa cerca de 20-75 gramas.
Foi descrita em 1838 por George Robert Waterhouse, que anotou o seu traço mais distintivo no nome da espécie flavipes, que significa patas amarelas. A espécie tem sido ocasionalmente relacionada com o Antechinus stuartii.

## Hábitos alimentares
Alimenta-se principalmente de invertebrados, ovos, néctar e, por vezes, pequenos vertebrados.

## Características de reprodução
A época de acasalamento dura duas semanas, quer em agosto, para os animais do sul, em outubro, para os animais provenientes do Sul de Queensland, ou junho e julho, para os animais do norte de Queensland; As fêmeas desta espécie possuem de 8 a 10 tetas;

## Habitat
Esta espécie ocupa uma grande variedade de habitat, incluindo matagais xéricos, regiões aridas, brejos, pantanos e florestas;

## Distribuição Geográfica
Da Península do Cabo York até o Sudeste da Austrália Meridional e Sudoeste da Austrália Ocidental;

## Subespécies
- Subespécie: Antechinus flavipes burrelli (Le Souef e Burrell, 1926)

Sinônimo do nome científico da subespécie: Antechinus stuartii burrelli;
Nota: Troughton (1942) duvidou da validade desta subespécie e a sinonimizou com Antechinus stuartii com Wakefield e Warneke (1967);
Local: Ebor, Nordeste de Nova Gales do Sul;
- Subespécie: Antechinus flavipes flavipes (Waterhouse, 1838)

Sinônimo do nome científico da subespécie: Phascogale flavipes;
Local: Sudeste da Austrália;
- Subespécie: Antechinus flavipes leucogaster (Gray, 1841)

Sinônimo do nome científico da subespécie: Phascogale leucogaster;
Local: Floresta Jarrah-Karri no Sudoeste da Austrália;
- Subespécie: Antechinus flavipes rubeculus (van Dick, 1982)

Local: Nordeste de Queensland;
- Subespécie: Antechinus flavipes rufogaster? (Gray, 1841)

Sinônimo do nome científico da subespécie: Phascogale rufogaster;
Nota: Considerado sinônimo de Antechinus flavipes;
Local: Austrália Meridional;